# Porto Calvo
Porto Calvo là một đô thị thuộc bang Alagoas, Brasil. Đô thị này có diện tích 260,16 km², dân số năm 2007 là 25122 người, mật độ 96,56 người/km².